# Savannasaurus
Savannasaurus („ještěr ze savany“) byl rod sauropodního dinosaura ze skupiny titanosaurů, který žil na území současné Austrálie v období rané pozdní křídy, na pomezí geologických stupňů cenoman a turon (asi před 94 miliony let).

## Objev a popis
Fosilie tohoto býložravého čtvernožce byly objeveny v australském Queenslandu (nedaleko města Winton, wintonské souvrství). Holotyp s katalogovým označením AODF 660 byl objeven roku 2005 na farmě Belmont Davidem Elliottem, zakladatelem neziskové organizace Australian Age of Dinosaurs Ltd. V roce 2016 byl pak tento středně velký sauropod formálně popsán týmem australských paleontologů. Rodové jméno odkazuje k prostředí, ve kterém byly fosilie objeveny, druhové pak k rodině Elliotových, a to z důvodu jejich neobvyklé aktivity při propagování paleontologie v Austrálii.

## Paleobiologie
Podle odhadů měřil Savannasaurus na délku asi 15 metrů, v nejvyšším bodě hřbetu kolem 3 metrů a jeho hmotnost se mohla pohybovat v rozmezí 15 až 20 tun. Obratle tohoto dinosaura byly pneumatizované malými otvůrky, které snižovaly celkovou průměrnou hustotu těla i hmotnost dinosaura. Anatomické znaky svědčí o tom, že šlo o blízkého příbuzného rodu Diamantinasaurus, který žil ve stejných ekosystémech. Objev tohoto dinosaura má významné implikace pro lepší pochopení geografického rozšíření a evoluce titanosaurních sauropodů v průběhu svrchní křídy.
Po obřím titanosaurovi druhu Australotitan cooperensis patří k největším známým australským dinosaurům.
Mechanická analýza pohybu tohoto sauropoda ukázala, že Savannasaurus byl "širokorozchodným" titanosaurním sauropodem, který měl protistojné končetiny relativně daleko od sebe. Tato adaptace odpovídá fyzikálním podmínkám prostředí, ve kterém tito dinosauři žili.